# Arta neolitică
Perioada neolitică, cunoscută și sub numele de "Noua Epocă a Pietrei", a fost o etapă esențială în dezvoltarea umanității, caracterizată printr-o serie de progrese tehnologice și culturale. O trăsătură notabilă a acestei perioade a fost dezvoltarea artei neolitice, care reflectă schimbările sociale, economice și spirituale ale comunităților umane din această eră.

## Caracteristici ale Artei Neolitice
Arta neolitică este diversă și include o varietate de forme și tehnici artistice:
- Picturi Rupestre: Una dintre cele mai vechi forme de artă neolitică, picturile rupestre, reprezintă imagini și simboluri pictate pe pereții peșterilor. Acestea adesea descriu scene de vânătoare, animale și figuri umane stilizate.
- Sculpturi: Sculpturile din piatră și lut au fost frecvent create în perioada neolitică. Acestea includ figurine de zei și zeițe, animale și obiecte de uz casnic.
- Ceramica Decorată: Ceramica neolitică este renumită pentru modelele sale intricate și diversitatea formelor. Oale, vase și alte obiecte ceramice erau adesea decorate cu motive geometrice și simboluri culturale.
- Ornamente: Mărgele, coliere și alte bijuterii erau confecționate din materiale precum osul, piatra, scoicile și lutul. Acestea nu doar că aveau rol decorativ, ci și simbolic.

## Simbolism și Funcții
Arta neolitică nu era doar estetică; avea și semnificații profunde și funcții practice:
- Simbolism Religios: Multe obiecte de artă reflectă credințele religioase și practicile spirituale ale comunităților neolitice. Zeițele fertilității și figurinele antropomorfe sunt exemple comune.
- Mijloace de Comunicare: Picturile rupestre și simbolurile de pe ceramica decorată sunt interpretate ca forme de comunicare și transmitere a cunoștințelor între generații.
- Obiecte Utilitare: Multe artefacte artistice aveau și funcții practice, precum vasele ceramice folosite pentru depozitare și prepararea hranei.

## Concluzie
Arta neolitică reprezintă o expresie a creativității și ingeniozității umane dintr-o perioadă crucială în istoria civilizației. Prin intermediul picturilor rupestre, sculpturilor, ceramicii decorate și ornamentelor, oamenii neolitici și-au exprimat credințele, practicile și identitatea culturală. Această artă ne oferă o fereastră valoroasă către modul de viață și mentalitatea comunităților neolitice.